# 플레이스테이션 무브

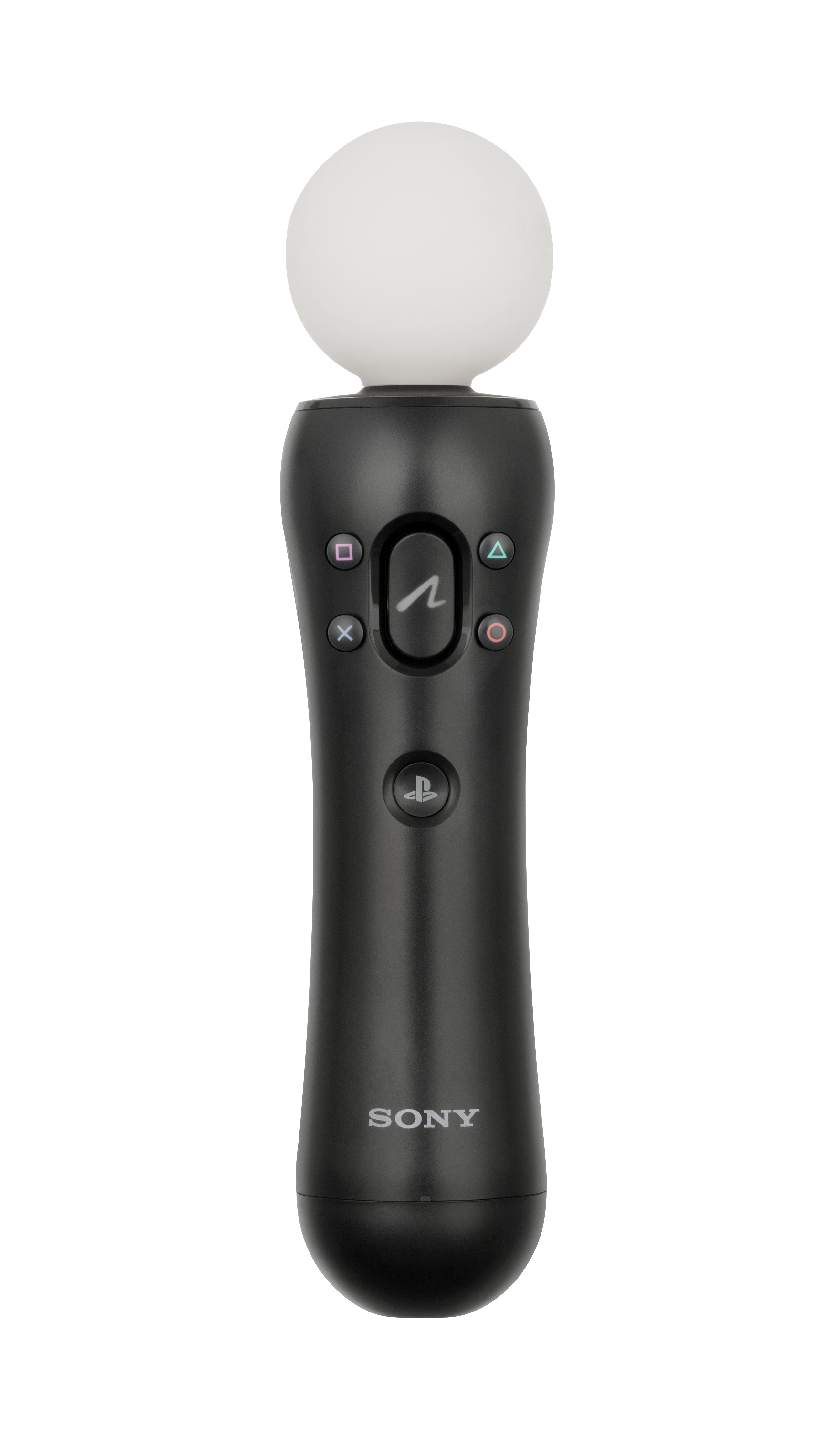

플레이스테이션 무브(PlayStation Move, プレイステーションムーヴ)는 소니 컴퓨터 엔터테인먼트가 개발한 모션 게임 컨트롤러이다. 플레이스테이션 3 비디오 게임 콘솔과 함께 사용할 수 있도록 2010년 첫 출시되었으며 나중에 후속작인 2013년의 플레이스테이션 4, 2016년의 플레이스테이션 VR, 2020년의 플레이스테이션 5까지 확대 호환되었다. 닌텐도의 위 리모트와 마이크로소프트의 키넥트와 비슷하게 플레이어의 실제 육체적 움직임으로부터 컨트롤러 입력을 받는다. 무브는 관성 측정을 사용하여 움직임을 감지하며 포지션은 플레이스테이션 아이나 플레이스테이션 카메라를 이용하여 추적된다. 이 장치는 비평가들로부터 좋은 평가를 받았으나 소니의 시장 목표 달성은 크게 만족되지 못했다.

## 하드웨어
표준 플레이스테이션 3 무선 컨트롤러(SIXAXIS, 듀얼쇼크 3)와 마찬가지로 기본 플레이스테이션 무브 모션 컨트롤러와 플레이스테이션 무브 내비게이션 컨트롤러는 모두 블루투스 2.0과 컨트롤러의 USB Mini-B 포트를 통해 충전되는 내부 리튬 이온 배터리를 사용한다. 플레이스테이션 3에서는 최대 4개의 무브 컨트롤러를 동시에 사용할 수 있다(4개의 무브 모션 컨트롤러 또는 2개의 무브 모션 컨트롤러와 2개의 무브 탐색 컨트롤러).

## 소프트웨어
SIE Worldwide Studios 및 제2자 파트너와 함께 총 36개의 제3자 게임 개발 회사가 2010년 3월 최종 컨트롤러가 발표될 때까지 플레이스테이션 무브를 지원할 것이라고 확인했다. 플레이스테이션 무브 게임의 박스 아트, 플레이스테이션 3 로고 배너 아래 흰색 글자가 있는 파란색 막대는 게임이 플레이스테이션 무브를 지원함을 나타낸다. 플레이스테이션 무브로만 플레이할 수 있는 게임의 경우 박스 아트에 "플레이스테이션 무브 필수" 라벨이 표시된다. 게임이 기존 SIXAXIS/듀얼쇼크 3 컨트롤과 플레이스테이션 무브 컨트롤을 지원하는 경우 "플레이스테이션 무브 기능"(또는 "플레이스테이션 무브 호환") 라벨이 표시된다.

## 같이 보기
- 분류:플레이스테이션 무브 호환 게임